# Kwik-196
Kwik-196 of 196Hg is een stabiele isotoop van kwik, een overgangsmetaal. Het is een van de zeven stabiele isotopen van het element, naast kwik-198, kwik-199, kwik-200, kwik-201, kwik-202 en kwik-204. De abundantie op Aarde bedraagt 0,15%.
Kwik-196 kan ontstaan door radioactief verval van goud-196 of thallium-196.
{\displaystyle {\ce {{^{196}_{79}Au}->{^{196}_{80}Hg}+{e^{-}}+{\bar {\nu }}_{e}}}}
{\displaystyle {\ce {{^{196}_{81}Tl}->{^{196}_{80}Hg}+{e^{+}}+{\nu }_{e}}}}
171Hg · 172Hg · 173Hg · 174Hg · 175Hg · 176Hg · 177Hg · 178Hg · 179Hg · 180Hg · 181Hg · 181mHg · 182Hg · 183Hg · 183m1Hg · 183m2Hg · 184Hg · 185Hg · 185mHg · 186Hg · 186mHg · 187Hg · 187mHg · 188Hg · 188mHg · 189Hg · 189mHg · 190Hg · 191Hg · 191mHg · 192Hg · 193Hg · 193mHg · 194Hg · 195Hg · 195mHg · 196Hg · 197Hg · 197mHg · 198Hg · 199Hg · 199mHg · 200Hg · 201Hg · 201mHg · 202Hg · 203Hg · 203mHg · 204Hg · 205Hg · 205mHg · 206Hg · 207Hg · 208Hg · 209Hg · 210Hg · 211Hg · 212Hg · 213Hg · 214Hg · 215Hg · 216Hg